# La Croix
La Croix (fr. Križ), francuske su katoličke dnevne novine i najčitanije tiskane novine u Francuskoj. Izlaze u Parizu od 1880., a 2020. dosegle su nakladu veću od 86 000 primjeraka. Novine nisu politički opredijeljene, već zastupaju stav i naučiteljstvo Katoličke Crkve. Nisu vjerska ili Crkvena tiskovina i, premda zastupaju Crkveni nauk, pretežno se zanimaju za »svjetovne« teme.